# Hermann Dichtl
Hermann Dichtl (9. května 1802 Jablonec u Českého Krumlova – 8. dubna 1887 Praha) byl česko-rakouský římskokatolický kněz, spoluzakladatel a duchovní rádce Kongregace Milosrdných sester Řádu svatého Karla Boromejského v Praze, c. k. dvorní kaplan a zpovědník krále Ferdinanda I. Dobrotivého, významný představitel restaurace rakouského katolického života. Od roku 1836 čestný občan města České Budějovice.

## Život
Pocházel z německého selského rodu na Šumavě, z obce Ogfolderhaid, kompletně zničené v 50. letech 20. století vojenským újezdem Boletice. Narodil se jako druhé ze šesti dětí tamního rychtáře Franze Dichtla, rychtářem byl i jeho dědeček Gregor. Matka Katharina, rozená Obermüllerová, byla dcerou zdejšího mlynáře. Z rodiny jabloneckých Dichtlů si duchovní dráhu zvolili: jezuité Alois (1841–1915) a Bernhard (1848–1892), Hermannova sestra Marie Aloisie (1809–1891) a boromejka Isidora Marie (1840–1905) Ze druhé rodové větve v Polečnici vyšli kněží Anton (1793–1842), Franz (1828–1897), Johann (1839–1869), Franz (1877–1943) Josef (1884–1918) a další Josef (1910–1986) a školská sestra Notre Dame Justina Josefa Dichtlová (1876–1902), neteř zmíněného Antona Dichtla, boromejka Maria Elekta (Eleonore) Zaunmüllerová a její neteř Klementine Zaunmülerová, generální představená pražských boromejek.
Místní farář Josef Mutzbauer Hermanna dobře připravil ke studiu, byl přijat rovnou do druhé třídy gymnázia v Českých Budějovicích. Po studiu bohosloví byl v srpnu 1825 vysvěcen na kněze a 25. srpna sloužil svou primici. První místo kaplana nastoupil v Rychnově nad Malší, odkud byl povolán do Českých Budějovic jako dómský vikář. V roce 1835 byl jmenován biskupským notářem a stal se spirituálem polepšovny pro kněze u sv. Jiří v Praze.
Při založení pražského kláštera Kongregace Milosrdných sester sv. Karla Boromejského pod Petřínem působil jako organizátor, zformoval první domácí komunitu sester, převážně pocházejících ze Šumavy, které odešly do noviciátu v mateřinci v Nancy, odkud se vrátily společně s německými sestrami z Lotrinska. Již z Budějovic se znal a přátelsky stýkal s rodinou světce Jana Nepomuka Neumanna, přivedl k boromejkám jeho sestru Karolínu. Od roku 1850 byl hlášen jako zpovědník v nemocnici boromejek ve Vlašské ulici čp. 336/III a pražský domovský příslušník.
V letech 1851–1866 byl dvorním kaplanem a zpovědníkem krále Ferdinanda I. Dobrotivého. Roku 1866 patřil k podezřelým z účasti na zpronevěře peněz při spiritistických seancích Josefa Khiesla, hospodářského inspektora hraběte Kolowrata. Přestože se nic neprokázalo, byl Dichtl z Hradu propuštěn se zákazem veřejného působení, a proto se uchýlil zpět k boromejkám. Byl pohřben na Malostranském hřbitově v Košířích, kde měl v I. oddělení nad hrobem malý kříž. Po zrušení hřbitova byly jeho ostatky přeneseny na Řepský hřbitov k boromejkám, kde má novou náhrobní desku severně od kaple.

### Krédo
Vyznával „cestu dětství“ (Weg der Kindheit), dětinsky upřímnou lásku k Bohu a římskému papeži jako středu světa. Jeho životní heslo bylo: „Přenechme to milému Pánu Bohu: tam nahoře mám toho nejlepšího advokáta, našeho Pána a Vykupitele.“

## Dílo
Psal německy, a to knihy, časopisecké články byly v češtině a není jasné, zda je tak psal nebo dával překládat. Do Časopisu katolického duchovenstva napsal první životopis Jana Nepomuka Neumanna, článek O misionářství (1838) a znovu O českých vyslancích víry (1845), v nichž velebil dva české misionáře v Cincinnati a vyzýval k misijním cestám dalších českých kněží do Ameriky. Knižně vydal životopis sv. Vincence z Pauly, přeložený také do češtiny (1838) a Životopis ctihodné pražské karmelitky Marie Elekty od Ježíše (Leben der gottseligen Maria Elekta von Jesu, Karmeliterin) (1838). Dochovala se jeho korespondence s hrabětem Clementem von Brandis (1798–1863).